# Парк «Цветник»
Парк «Цветник», ранее — Николаевский цветник, — достопримечательность в Пятигорске, Ставропольский край, Россия, на проспекте Кирова.

## История
Парк был создан в 1828—1829 годах по указанию генерала Г. А. Эммануэль и по проекту братьев Иосифа и Иоганна Бернардацци. Располагался на бугристом пустыре перед недавно построенными Николаевскими ванными (сейчас — Лермонтовские ванны) и изначально назывался Николаевским цветником.
Находившемуся в центре пустыря естественному бассейну с минеральной водой была придана правильная форма, площадка вокруг него была выровнена. На территории между бассейном и ваннами был разбит восьмиугольный партер, огороженный низкой деревянной решеткой, внутри которого были высажены клумбы, газоны и кустарники, поставлены лавочки и тумба с солнечными часами. В 1850 году бассейн в цветнике был засыпан.
К 1850 году цветник стал центром курортной жизни. В нём было запрещено строить капитальные здания, только лёгкие деревянные: к 1890 году в цветнике были построены кафе-ресторан «Цветник», павильоны Кумысный и Водопродажный по проекту А. М. Кочетова, книжный киоск издателя А. С. Суворина.
В 1858 году по проекту архитектора Самуила Уптона цветник был расширен до бульвара (ныне — проспект Кирова), в нём были высажены 45 деревьев и устроены 14 клумб, рядом был построен Николаевский вокзал (снесён в 1926 году). В 1860-х годах цветник был огорожен забором с каменными столбами. В 2001 году по проекту архитектора Ю. Л. Стофорандова была сооружена металлическая ограда с фонарями и аркой.
В 1872 году контрагент Кавказских Минеральных Вод (КМВ) А. М. Байков ввёл платные сезонные билеты на КМВ, в том числе дававшие право на вход в цветник. В раннее советское время вход также был платным.
В 1907 году члены Боевой организации партии социалистов-революционеров застрелили в цветнике отставного генерал-майора К. А. Карангозова.
В 1905 году торговые киоски, располагавшиеся в цветнике и продававшие газеты, цветы, фрукты, местные ювелирные изделия, открытки и другое, были перенесены ближе ко входу, а в 1914 году снесены.
В советское время Николаевский цветник был переименован в курортный парк «Цветник». К нему присоединили парк на Горячей горе вплоть до Академической галереи.
В 2018—2019 годах парк был реконструирован на средства курортного сбора: были высажены 166 тысяч цветов, 724 декоративных кустарников и 83 дерева, уложена цветная тротуарная плитка в дополнение к существовавшим ранее прогулочным дорожкам из дробленого красного камня, заменены садовые диваны, урны и светильники, построен танцпол.

## Основные сооружения
- Кофейня А. А. Гукасова (1909; архитектор — С. И. Гущин)
- Памятник Кисе Воробьянинову (2008; скульптор — Равиль Юсупов)
- Лермонтовская галерея (1901; архитекторы — И. И. Байков и Стефан Шиллер)
- Ермоловские ванны (1819—1820; архитекторы — И. Ф. Руска и И. Ф. Вильстер)
- Лермонтовские ванны (1826—1831; архитекторы — Иосиф и Иоганн Бернардацци)
- Фонтан «Счастливый улов» (1905; копия статуи скульптора И. И. Андреолетти)
- Грот Дианы (1830; архитектор — Иосиф Бернардацци)
- Скульптура «Орёл» (1901; эскиз И. И. Крылова, скульптор — Л. К. Шодкий)
- Китайская беседка (1976; скульптор — И. Ф. Шаховская)

## В культуре
- В романе И. Ильфа и Е. Петрова «Двенадцать стульев» (1928) Киса Воробьянинов попрошайничает в «Цветнике».